# September 2004
Portal Geschichte | Portal Biografien | Aktuelle Ereignisse | Jahreskalender | Tagesartikel

◄ |
20. Jahrhundert |
21. Jahrhundert

◄ |
1970er |
1980er |
1990er |
2000er
| 2010er | 2020er | 2030er | ►

◄ |
2000 |
2001 |
2002 |
2003 |
2004
| 2005 | 2006 | 2007 | 2008 | ►

◄ |
Juni 2004 |
Juli 2004 |
August 2004 |
September 2004 |
Oktober 2004 |
November 2004 |
Dezember 2004 |
►
Dieser Artikel behandelt tagesbezogene Nachrichten und Ereignisse im September 2004.

## Tagesgeschehen

### Mittwoch, 1. September 2004
- Abuja/Nigeria: Unter Vermittlung der Afrikanischen Union einigen sich die sudanesische Regierung und die Rebellengruppen Sudanesische Befreiungsarmee sowie Bewegung für Gerechtigkeit und Gleichheit auf einen gemeinsamen Plan zum Schutz der Flüchtlinge in der Krisenregion Darfur. Die humanitäre Frage wird damit für abgeschlossen erklärt, nächster Punkt ist die Frage der Sicherheit.
- Beslan/Russland: In einer Schule in Nordossetien-Alanien nehmen Terroristen nach ersten Angaben 1.200 Geiseln, darunter mehr als 800 Kinder, und drohen mit der Sprengung der Schule, falls in Inguschetien inhaftierte tschetschenische Kämpfer nicht aus der Haft entlassen werden.
- Darfur/Sudan: Die am 28. August von Kämpfern der Sudanesischen Befreiungsarmee entführten Mitarbeiter der Vereinten Nationen, welche im Rahmen des Welternährungsprogramm ins Land kamen, und drei entführte Mitarbeiter des Roten Halbmonds werden freigelassen.
- Kathmandu/Nepal: Nach der gestrigen Tötung von zwölf nepalesischen Geiseln im Irak kommt es in der nepalesischen Hauptstadt zu schweren Unruhen, bei denen u. a. eine Moschee gestürmt wird. Insgesamt werden bis zu 100 Personen verletzt. Die Behörden verhängen am Nachmittag eine Ausgangssperre.
- Paris/Frankreich: Die Justizbehörden teilen der Presse mit, dass drei im Bau befindliche Fluchttunnel mitsamt Stützpfeilern unter dem Santé-Gefängnis in Paris  entdeckt wurden. In den Tunneln lagen auch die entsprechenden Handwerkzeuge. Häftlinge wiesen die Vollzugskräfte Anfang August auf „Geräusche im Boden“ hin.

### Donnerstag, 2. September 2004

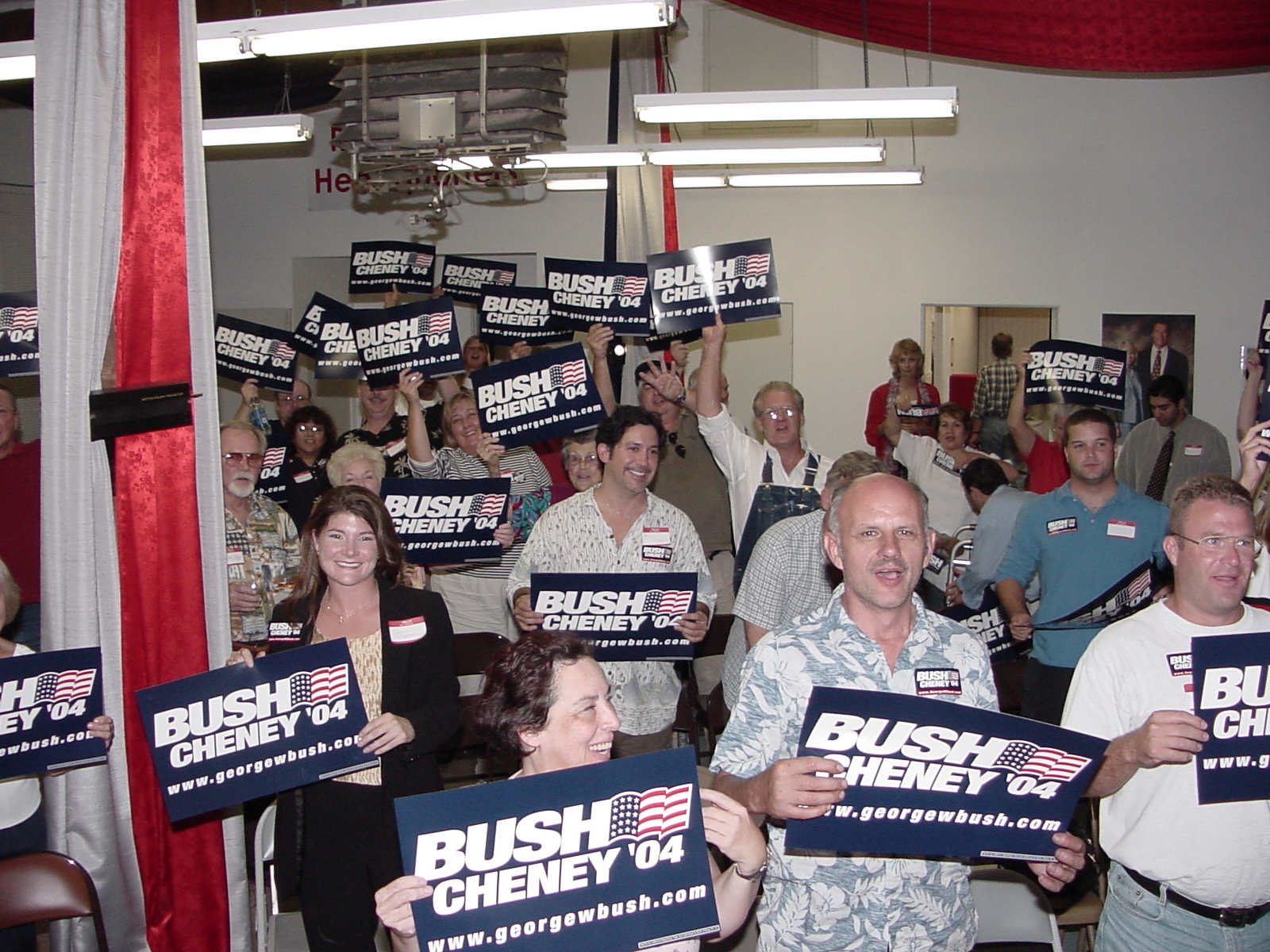
Sympathisanten von George W. Bush und Dick Cheney

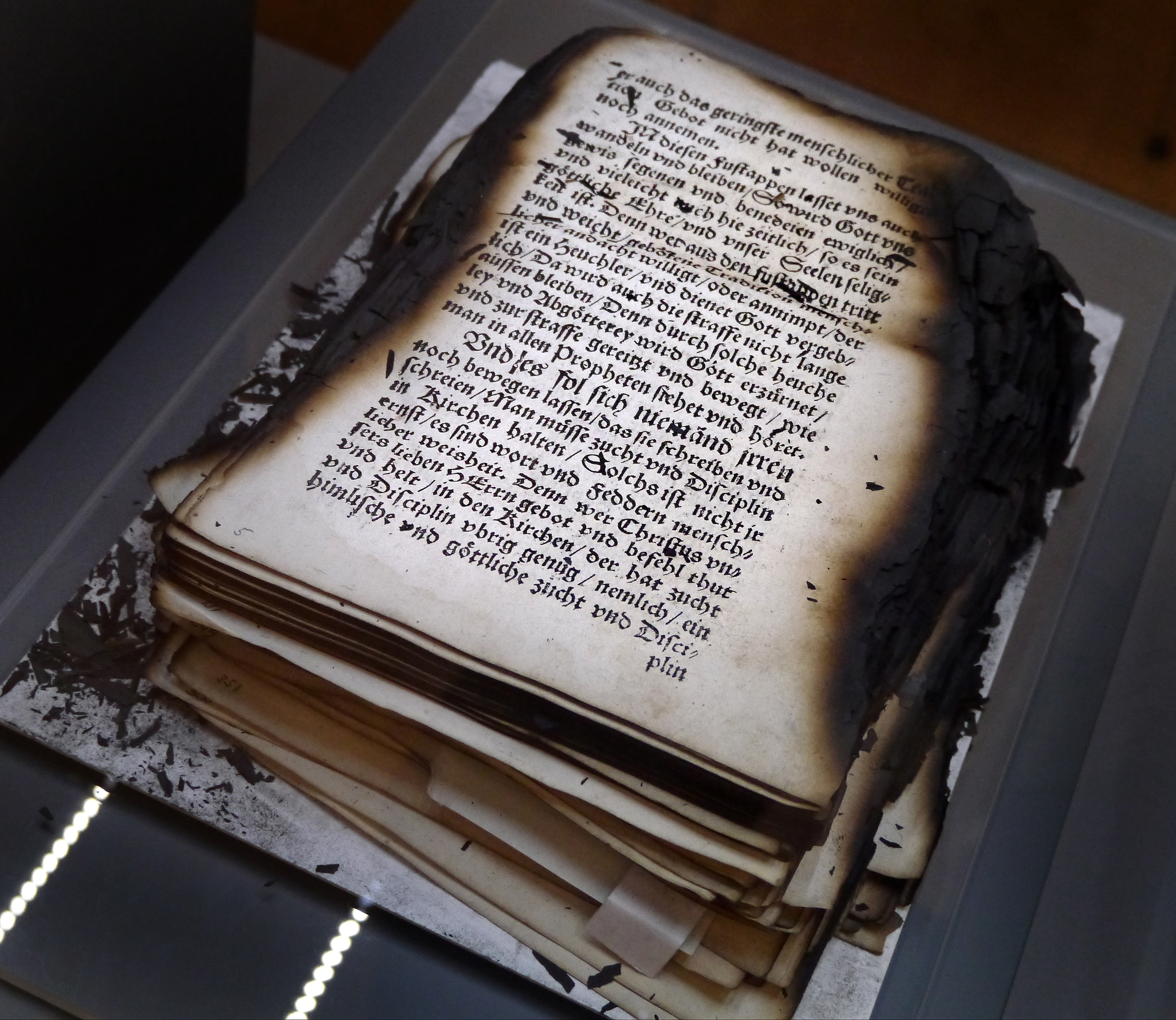
Inventarstück der Anna-Amalia-Bibliothek mit Brandschaden

- Beslan/Russland: Am zweiten Tag der Geiselnahme in einer Schule in Nordossetien-Alanien ereignen sich zwei Explosionen in der Nähe der umstellten Schule, die Ursache bleibt unklar. Unterdessen entlassen die Geiselnehmer drei Frauen und deren Säuglinge in die Freiheit.
- Kaschmir/Indien: Im Kaschmir töten indische Truppen an der indisch-pakistanischen Grenze vier Männer, die sie als islamistische Separatisten ansehen.
- New York/Vereinigte Staaten: Die Delegierten des Nominierungsparteitags der Republikanischen Partei sprechen sich für Amtsinhaber George W. Bush als Kandidaten ihrer Partei bei der Präsidentschaftswahl im November aus.[1]
- New York/Vereinigte Staaten: Der Sicherheitsrat der Vereinten Nationen verabschiedet die Resolution 1559, die den Abzug aller ausländischen Truppen aus dem Libanon sowie die Entwaffnung der im Libanon aktiven bewaffneten Einheiten fordert. Konkret sind die syrischen Truppen und die Hisbollah gemeint.[2]
- Rostow/Russland: Die Journalistin Anna Politkowskaja wird in ein Krankenhaus eingeliefert. Die Tschetschenien-Korrespondentin der oppositionellen Tageszeitung Nowaja gaseta könnte wegen ihrer kritischen Berichterstattung über Tschetschenien und die Geiselnahme von Beslan Opfer eines Giftanschlags sein, so erste Erwägungen ihres Arbeitgebers.[3]
- Weimar/Deutschland: Ein Brand beschädigt die Herzogin-Anna-Amalia-Bibliothek der Klassik-Stiftung schwer. Das Feuer vernichtet circa 30.000 Bände und durch Löschwasser nehmen rund 40.000 weitere Bände Schaden.

### Freitag, 3. September 2004
- Beslan/Russland: Russische Sicherheitskräfte stürmen die seit mehreren Tagen in der Gewalt von Geiselnehmern befindliche Schule, in der etwa 1.200 Menschen festsitzen. Die Geiselnehmer schießen wahllos aus der Schule, auch auf fliehende Kinder, und zünden mehrere Sprengsätze. Mindestens 331 Menschen werden getötet, über 700 weitere werden nach der Befreiung in Krankenhäuser eingeliefert, darunter mehr als 250 Kinder.  Die meisten Geiselnehmer werden getötet und einige verhaftet. Laut offiziellen Aussagen nach der Stürmung war diese nicht im Einsatzplan vorgesehen und wurde vermutlich durch den Fluchtversuch einiger Geiselnehmer ausgelöst.

### Sonntag, 5. September 2004
- Florida/Vereinigte Staaten: Der Hurrikan Frances fordert zwei Todesopfer in Florida, nachdem schon in den vergangenen Tagen zwei Menschen auf den Bahamas getötet wurden. Der Sachschaden wird auf einige Milliarden US-Dollar geschätzt.
- Saarbrücken/Deutschland: Bei der Landtagswahl im Saarland baut die CDU ihre absolute Mehrheit der Mandate aus der vergangenen Legislaturperiode weiter aus. Die Wahlbeteiligung von nur 55,5 % ist für ein westdeutsches Land gering. Die Christdemokraten unter Ministerpräsident Peter Müller erhalten 47,5 % der Stimmen, die SPD fällt auf 30,8 % der Stimmen. Sowohl den Grünen mit 5,6 % als auch der FDP mit 5,2 % gelingt der Wiedereinzug in den Landtag. Die NPD erhält 4 % der abgegebenen Stimmen und die PDS verdreifacht ihren Stimmenanteil von 0,8 % auf 2,3 %.[4]

### Montag, 6. September 2004

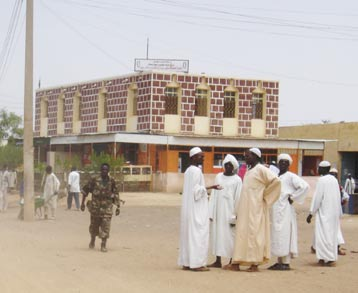
Szene in Darfur mit Dschandschawid-Kämpfer (links)

- New York/Vereinigte Staaten: Die Vereinten Nationen (UN) prüfen neue Berichte, denen zufolge in den letzten Tagen in der sudanesischen Krisenregion Darfur wieder zwischen 3.000 und 4.000 Menschen vertrieben wurden. Da die sudanesische Regierung nicht entschlossen genug gegen die Dschandschawid-Kämpfer vorgeht, wollen die USA und viele europäische Regierungen Sanktionen gegen die Regierung verhängen.
- Villach/Österreich: Zwei von einem Bankomaten bezogene 100-Euro-Banknoten, die am Wochenende „Falschgeldalarm“ auslösten, werden bei einer genaueren Prüfung als echte Banknoten identifiziert. Laut Günter Willegger, Direktor der Oesterreichischen Nationalbank, wurden die Scheine offenbar einmal in einer Waschmaschine mitgewaschen und hätten dabei etwas Anstrichmittel verloren.

### Dienstag, 7. September 2004
- Bagdad/Irak: Im Irak werden zwei italienische Mitarbeiterinnen der Hilfsorganisation Un Ponte per … (deutsch Eine Brücke für …) und zwei irakische Staatsbürger entführt.
- Berlin/Deutschland: Das Defizit der Bundesagentur für Arbeit lag im August bei knapp 4,8 Milliarden Euro. Die Summe des für 2004 einberaumten Zuschusses des Bundes von 5,2 Milliarden Euro war damit fast erreicht.
- Gaza-Stadt/Palästinensische Autonomiegebiete: Bei einem israelischen Raketenangriff auf ein Hamas-Ausbildungszentrum in Gaza-Stadt sterben mindestens 14 Palästinenser. Der israelische Angriff ist eine Reaktion auf den Doppelanschlag von Beʾer Scheva, bei dem eine Woche zuvor 16 Israelis starben.
- Moskau/Russland: Präsident Wladimir Putin ist gegen eine öffentliche Untersuchung der Geiselnahme von Beslan und kündigte eine „interne Aufarbeitung“ an. Unterdessen wurden drei über das Geiseldrama berichtende Journalisten unter anderem wegen fehlender gültiger Reisepapiere festgenommen und der Chefredakteur der russischen Zeitung Iswestija musste seinen Posten wegen „zu emotionaler und plakativer Berichterstattung“ auf Veranlassung der Behörden aufgeben.
- Moskau/Russland: Präsident Wladimir Putin sagt seinen Besuch in Deutschland aufgrund der Situation in seinem Land ab. Angekündigt war ein Besuch in Hamburg und in Schleswig-Holstein an der Seite des Bundeskanzlers Gerhard Schröder. Themen sollten Terrorismus und die Kooperation der beiden Staaten sein.
- New York/Vereinigte Staaten: Der Sonderbeauftragte der Vereinten Nationen für Darfur Jan Pronk fordert mehrere tausend zusätzliche Beobachter für die ostafrikanische Krisenregion, welche die bereits 120 vor Ort befindlichen Beobachter der Afrikanischen Union in ihrer Arbeit unterstützen sollen.
- Wien/Österreich: Die österreichische Bundesregierung macht eine kolportierte feindliche Übernahme der VA Tech AG durch die Siemens AG durch die Festschreibung der „Einheitlichkeit des Unternehmens“ in den Privatisierungsauftrag der ÖIAG unmöglich.

### Mittwoch, 8. September 2004
- Espenhain/Deutschland: Das mit einer Leistung von 5 MW größte Solarstrom-Kraftwerk der Welt wird im sächsischen Espenhain durch den Bundesminister für Umwelt Jürgen Trittin in Betrieb genommen.
- Moskau/Russland: Laut einem Agentur-Interview mit Generalstabschef Juri Balujewski erwägt die Streitkräfte Russlands weltweite Präventivschläge gegen mutmaßliche Stützpunkte von Terroristen.
- New York/Vereinigte Staaten: Die USA bringen im Sicherheitsrat der Vereinten Nationen einen Resolutionsentwurf ein, der dem Sudan mit Sanktionen droht, v. a. im Ölsektor, wenn sich die Sicherheitslage in der Krisenregion Darfur nicht spürbar bessern sollte.
- Salt Lake City/Vereinigte Staaten: Die Weltraumsonde Genesis schlägt unweit eines Stützpunkts der Streitkräfte der Vereinigten Staaten in der Wüste von Utah auf und erleidet irreparable Schäden, nachdem sich die Landefallschirme nicht wie geplant öffneten.
- Sichuan/China: Bei schweren Unwettern starben seit dem 2. September mindestens 172 Menschen durch Überschwemmungen und Erdrutsche.
- Türkei: Bei einem Minenunglück im Norden der Türkei sterben mindestens 19 Arbeiter.

### Donnerstag, 9. September 2004
- Jakarta/Indonesien: Die terroristische Vereinigung Jemaah Islamiyah verübt einen Autobombenanschlag auf die australische Botschaft. Neun Personen verlieren ihr Leben.[5]
- Seoul/Südkorea: Eine gewaltige Explosion erschütterte nach Angaben der Nachrichtenagentur Yonhap den Nordosten Nordkoreas. Satellitenbilder zeigen eine pilzförmige Wolke von 4 km Durchmesser. Ob es sich um einen Nukleartest handelte, ist unklar. In der betroffenen Region in der abgelegenen Yanggang-Provinz existieren auch Raketensilos.
- Yaren/Nauru: Der ehemalige Präsident René Harris kehrt nach vier Monaten wieder nach Nauru zurück. Ludwig Scotty setzte ihn während seiner Abwesenheit als Präsident ab.

### Freitag, 10. September 2004
- London/Vereinigtes Königreich: Laut der britischen Tageszeitung The Guardian kommt die Iraq Survey Group zu dem Schluss, dass es im Irak keine Massenvernichtungswaffen gibt. Der Abschlussbericht der Kommission soll in zwei Wochen veröffentlicht werden.
- San José/Costa Rica: Costa Rica wird sich aus der Irakkriegs-Koalition zurückziehen. Die Regierung reagiert damit auf eine Entscheidung des Verfassungsgerichts, das die Unterstützung für den Krieg als Verstoß gegen die Verfassung und internationale Verträge interpretierte.
- Scheveningen/Niederlande: Die EU-Finanzminister treffen sich in Scheveningen, um über eine Reform des Euro-Stabilitätspaktes zu beraten. Von einigen Seiten werden Lockerungen im Pakt gefordert.
- Vatikanstadt: Laut Berichten der Kathpress, katholische Presseagentur in Österreich, legt der Vatikan dem St. Pöltner Bischof Kurt Krenn nahe, in den nächsten Tagen seinen Rücktritt bekanntzugeben. Das Priesterseminar der St. Pöltner Diözese war vor kurzem vom päpstlichen Visitator Klaus Küng wegen verschiedener sexueller Affären, darunter auch ein Kinderporno-Skandal, geschlossen worden.
- Zwickau/Deutschland: Vier Jahre nach seiner Privatisierung wird das umgebaute August-Horch-Museum wiedereröffnet, das an den Automobilbauer August Horch und den Kraftfahrzeugbau im westlichen Sachsen erinnert.[6]

### Samstag, 11. September 2004
- Griechenland: Petros VII., der Patriarch von Alexandria, geistliches Oberhaupt der etwa 250.000 orthodoxen Christen in Afrika, stirbt zusammen mit 16 weiteren Menschen bei einem Hubschrauber-Absturz vor der griechischen Halbinsel Chalkidiki.
- New York/Vereinigte Staaten: Am Platz des ursprünglichen World Trade Centers findet eine Gedenkfeier für die Opfer der Terroranschläge vom 11. September 2001 statt.
- Venedig/Italien: Bei den 61. Internationalen Filmfestspielen von Venedig wird der Film Vera Drake des britischen Regisseurs Mike Leigh mit dem Leone d’Oro prämiert.[7]

### Sonntag, 12. September 2004
- Deutschland: Am Tag des offenen Denkmals, veranstaltet wie jedes Jahr unter der Leitung der Deutschen Stiftung Denkmalschutz, wurden zahlreiche sonst in der Regel nicht zugängliche Denkmäler bei freiem Eintritt geöffnet. International wird dieser Event als European Heritage Days durchgeführt.
- Bagdad/Irak: Am Morgen kam es zu schweren Kämpfen zwischen US-Soldaten und Aufständischen in der irakischen Hauptstadt Bagdad. Mindestens 11 Menschen wurden getötet, 40 weitere verletzt.
- Hongkong/China: In Hongkong fanden Parlamentswahlen statt. Die Demokraten hofften auf Erfolge, um in Zukunft mehr Zugeständnisse von der Zentralregierung in Peking zu erhalten. Tatsächlich verloren sie allerdings Sitze und haben nun nur noch 18. Die Wahlbeteiligung war mit 55,6 % außergewöhnlich hoch.
- New York/Vereinigte Staaten: Die 19-jährige Swetlana Kusnezowa aus Russland siegt im Finale der Damen bei den US Open mit 6:3 und 7:5 gegen Jelena Dementjewa.
- Gelsenkirchen/Deutschland: Im Auftaktspiel der deutschen Handball-Bundesliga der Herren in der Arena AufSchalke unterliegt der TBV Lemgo 26:31 gegen den THW Kiel vor 30.925 Zuschauern. Diese Zuschauerzahl stellt einen neuen Weltrekord im Handballsport dar.
- Baltimore/Vereinigte Staaten: Bei der Trennung der siamesischen Zwillinge Lea und Tabea entwickelte eines der Mädchen „unregelmäßige Lebenszeichen“, daher wird die Trennung zunächst unterbrochen, und soll innerhalb der nächsten Wochen fortgesetzt werden, wenn die beiden stabil bleiben.
- Jerusalem/Israel. Zehntausende von Israelis demonstrierten in Jerusalem gegen die beabsichtigte Räumung von Siedlungen im Gazastreifen.

### Montag, 13. September 2004
- Nordkorea: Der nordkoreanische Außenminister Paek Nam Sun bezeichnet die am 9. September von Satelliten beobachtete Explosion in der abgelegenen Provinz Yanggang als kontrollierte Sprengung im Rahmen eines Wasserkraftprojektes.
- Venedig/Italien: Der britische Regisseur Mike Leigh wird beim Filmfestival von Venedig mit dem Goldenen Löwen ausgezeichnet. Sein Film Vera Drake beschreibt das Arbeitermilieu im London der 50er Jahre.
- Moskau/Russland: Präsident Wladimir Putin will, als Reaktion auf die Geiselnahme von Beslan, wieder stärker Einfluss auf die Politik der Teilrepubliken nehmen. Des Weiteren überlegt er die Wiedereinführung der Todesstrafe.
- Samarra/Irak: Islamische Extremisten haben zwei Australier und zwei Asiaten gefangen genommen. Diese waren auf einer Straße zwischen Bagdad und Mosul unterwegs. Die Gruppierung namens Islamische Geheimarmee gibt der australischen Regierung 24 Stunden Zeit, um ihren militärischen Einsatz im Irak zu beenden, ansonsten würden die Geiseln getötet.
- Wien/Österreich: Nachdem ein Gutachten den Wert der Homepage von Finanzminister Karl-Heinz Grasser mit mindestens 220.000 Euro beziffert, muss sich nun doch die Staatsanwaltschaft mit der Affäre befassen.
- Brüssel/Belgien: Die Außenminister der Mitgliedstaaten der Europäischen Union wollen die „Völkermord-Frage“ in der sudanesischen Krisenregion Darfur klären und verstärken den Druck auf die sudanesische Regierung mit einer konkreten Androhung von Sanktionen. Unterdessen erklärt sich Khartum erstmals dazu bereit, eine Delegation von amnesty international nach Darfur reisen zu lassen.
- Berlin/Deutschland: Der deutsche Ethikrat spricht sich, nach einem Jahr intensiver Beratung, gegen das Klonen menschlicher Embryonen zu Forschungszwecken aus.

### Dienstag, 14. September 2004
- London/Großbritannien. Wegen eines Verbotes dürfen im Königreich geschiedene Väter ihre Kinder nicht mehr sehen. Daraufhin erregte eine Gruppe von Vätern „Fathers for Justice“ („Väter für Gerechtigkeit“) in London Aufsehen. Ein Mann in einem Spiderman-Kostüm hing am Riesenrad London Eye. Ein anderer Vater in einem Batman-Kostüm erkletterte einen Mauervorsprung am Buckingham Palace.
- Genf/Schweiz. Die Europäische Union (EU) muss ihre Zuschüsse für Zucker-Exporte wegen „indirekter Subvention“ deutlich senken. Ein Ausschuss der Welthandelsorganisation (WTO) bestätigt somit eine vorläufige WTO-Entscheidung im Streit zwischen der EU und einigen Entwicklungsländern unter Führung Brasiliens.
- Bagdad/Irak. Bei einem Bombenattentat auf eine Polizeiwache in der irakischen Hauptstadt sterben mindestens 47 Menschen und über 110 werden verletzt. Der genaue Hergang ist noch unklar: Streitkräfte der Vereinigten Staaten und das irakische Innenministerium sprechen von einer Autobombe, Augenzeugen berichten von der Explosion einer Granate.
- Bakuba/Irak. In Buhriz bei Bakuba werden zwölf Polizisten, die gerade dabei waren einen Kontrollpunkt zu errichten, durch einen Sprengsatz getötet.

### Mittwoch, 15. September 2004
- Kairo/Ägypten. Auch eine modifizierte Version einer UN-Resolution für die Krisenregion Darfur wird vom sudanesischen Außenminister Mustafa Osman Ismail abgelehnt, da diese noch immer mit Wirtschaftssanktionen, z. B. gegen die Ölindustrie, droht, wenn die Regierung nicht unverzüglich die Vertreibungen und das Morden in der westsudanesischen Region beendet. Weiters sollten mit dieser Resolution auch die Beobachtungstruppen der Afrikanischen Union verstärkt werden.
- Berlin/Deutschland. Bundesinnenminister Otto Schily plant die Unterbindung des für 1. – 3. Oktober angesetzten Islamkongresses in Berlin.
- Jerusalem/Israel. Der israelische Ministerpräsident Ariel Scharon sagt der Zeitung Jediot Ahronot, nach dem Rückzug aus dem Gaza-Streifen, der für 2005 geplant ist, werde „lange Zeit nichts mehr passieren“. Damit erteilt er der eine Absage an die Ziele der Roadmap, dem gemeinsamen Friedensplan des so genannten Nahost-Quartetts, bestehend aus der EU, den USA, Russland und den Vereinten Nation.
- London/Großbritannien. Nach einer heftigen Debatte im Londoner Unterhaus (House of Commons) über das uralte Thema Fuchsjagd, stürmten fünf Demonstranten das Haus und verursachten das zweite große Sicherheitsdesaster innerhalb einer Woche.
- Los Angeles/USA. Johnny Ramone, Gitarrist und Mitgründer der US-Punkband Ramones, ist im Alter von 55 Jahren an den Folgen seiner Krebserkrankung gestorben.

### Donnerstag, 16. September 2004
- London/Großbritannien. In der stark gesicherten Wasserburg Leeds Castle bei London beginnen neue Verhandlungen zwischen den stärksten Parteien (je Konfession) von Nordirland. Gerry Adams, Vorsitzender der (katholischen) Partei Sinn Féin, bot die Auflösung der IRA an, wenn sich die (protestantische) DUP zu einer Koalition bereit erkläre. DUP-Vizechef Peter Robinson hingegen fordert „Taten statt Worte“ – erst müsse die IRA aufgelöst werden, bevor es Zusagen gibt. Premier Tony Blair bezeichnet die Verhandlungen als „letzte Chance“, denn es habe keinen Sinn, immer wieder zu verhandeln, wenn sich keiner bewege.
- USA-Kanada. Wegen Differenzen zwischen den Teameignern und der National Hockey League Players’ Association kommt es in der National Hockey League zum Lockout. Ob der Stanley Cup in dieser Saison stattfinden kann, ist noch unklar.
- Baltimore/USA. Bei der Trennungsoperation der siamesischen Zwillinge aus Lemgo (Deutschland) ist eines der beiden Mädchen gestorben. Dem anderen geht es den Umständen entsprechend gut.
- London/Großbritannien. In einem BBC-Interview bezeichnet UN-Generalsekretär Kofi Annan den Einmarsch in den Irak unter Führung der USA als „illegal“ gegenüber der UN-Charta. Seiner Meinung nach hätte es eine zweite Resolution des UN-Sicherheitsrates geben müssen, um einen „legalen“ Einmarsch zu ermöglichen.
- Bagdad/Irak. In der irakischen Hauptstadt werden drei Briten entführt.
- Deutschland. In den deutschen Kinos läuft der von Bernd Eichinger produzierte Film Der Untergang an. Der bereits im Vorfeld kontrovers diskutierte Film schildert die letzten Tage des Zweiten Weltkriegs im Führerbunker.
- USA. Hurrikan Ivan erreicht die US-Golfküste bei Mobile in Alabama. Er fordert in den USA 54 Tote, nachdem bereits in der Karibik 67 Menschen Ivan zum Opfer gefallen waren. Die materiellen Schäden belaufen sich alleine für die USA auf knapp 15 Mrd. US-Dollar.

### Freitag, 17. September 2004
- Russland. Der tschetschenische Terrorist Schamil Bassajew übernimmt die Verantwortung für die Geiselnahme von Beslan und auch für die Flugzeuganschläge Ende August, die von Brigaden der von ihm geführten Gruppe „Rijadus-Salichin“ verübt wurden. Bassajew weist jedoch Verbindungen zur Al-Qaida zurück.
- Bagdad/Irak. Bei einem weiteren Sprengstoffattentat in der Nähe eines Kontrollpunkts der irakischen Polizei im Zentrum der Stadt werden mindestens 13 Menschen getötet und 20 weitere verletzt.

### Samstag, 18. September 2004
- New York/USA: Der Sicherheitsrat der Vereinten Nationen verabschiedet eine Resolution zur Lage in der Krisenregion Darfur, die der sudanesischen Regierung mit Sanktionen im Erdölsektor droht, wenn diese nicht die Vertreibungen und das Töten in der westsudanesischen Region beendet; welches von vielen als „Völkermord“ bezeichnet wird. Die Resolution wurde mit 11-0 Stimmen verabschiedet, wobei es Enthaltungen von China, Russland, Pakistan und Algeriens gab. Diese Resolution konnte erst im dritten Anlauf verabschiedet werden, da zuvor China von seinem Veto Gebrauch machte.
- Paderborn/Deutschland: Die Paderborn Untouchables gewinnen – zum vierten Mal in Folge – die am  13. April begonnene Baseball-Bundesliga 2004. Südmeister werden die Mainz Athletics.

### Sonntag, 19. September 2004
- Bregenz/Österreich: Bei der Landtagswahl in Vorarlberg konnte die ÖVP ihre absolute Mehrheit verteidigen. Die FPÖ fährt große Verluste ein und wird hinter der SPÖ nur drittstärkste Kraft. Die Grünen dagegen erreichen ein zweistelliges Ergebnis.
- Dresden/Deutschland: Bei der Landtagswahl im Freistaat Sachsen verliert die CDU unter Ministerpräsident Georg Milbradt zweistellig und kann mit nur noch 41,1 % ihre absolute Mehrheit nicht halten. Die PDS wird mit leichten Zuwächsen auf 23,6 % zweitstärkste Kraft, weit vor der SPD, die mit 9,8 % ihr schlechtestes Nachkriegsergebnis bei einer Landtagswahl einfuhr und nur knapp vor der rechtsradikalen NPD liegt, die mit 9,2 % in den Sächsischen Landtag einziehen konnte. Ebenso konnte die FDP mit 5,9 % in den Landtag einziehen. Die Grünen überschritten mit 5,1 % nur knapp die 5 %-Hürde.[8]
- Los Angeles/Vereinigte Staaten: Bei der 56. Verleihung des Fernsehpreises Emmy wird u. a. Sarah Jessica Parker ausgezeichnet.[9]
- Potsdam/Deutschland: Bei der Landtagswahl in Brandenburg verlieren die beiden großen Parteien SPD und CDU kräftig. Der PDS gelingen dagegen Zugewinne und sie erreicht das beste Ergebnis je bei einer Landtagswahl. Die SPD wird trotz Stimmenverlusten mit 31,9 % stärkste Kraft, gefolgt von der PDS (28,0 %). Mit 19,4 % findet sich die CDU abgeschlagen auf Platz drei wieder. Die DVU kann mit 6,1 % zum zweiten Mal hintereinander in den Potsdamer Landtag einziehen. Grüne und FDP scheitern an der Fünf-Prozent-Hürde.[10]
- Europa gewinnt mit dem Kapitän Bernhard Langer gegen die USA den Ryder Cup.
- Der neue Bischof von Würzburg Friedhelm Hofmann wird in sein Amt eingeführt.

### Montag, 20. September 2004
- Hyderabad/Indien: Bianca Jagger, Swami Agnivesh, Asghar Ali Engineer, Raúl Montenegro und die Menschenrechtsgruppe Memorial erhalten den Right Livelihood Award.
- Indonesien: Die zweite Runde der Wahlen zum Amt des indonesischen Staatspräsidenten gewinnt Susilo Bambang Yudhoyono vor seiner Herausforderin Megawati Sukarnoputri.
- Irak: Die Terrorgruppe Tawhid und Dschihad von Abu Musab az-Zarqawi enthauptet die US-amerikanische Geisel Eugene Armstrong. In den nächsten Tagen tötet sie auch zwei weitere Geiseln, den US-Amerikaner Jack Hensley und den Briten Kenneth Bigley
- New York/Vereinigte Staaten: Bei einem Gipfeltreffen von mehr als 50 Staats- und Regierungschefs im UN-Hauptquartier setzen sich vor allem der französische Präsident Jacques Chirac und sein brasilianischer Amtskollege Luiz Inácio Lula da Silva für einen Plan zur Bekämpfung der Armut ein, demzufolge jährlich 50 Mrd. USD mehr dafür aufgebracht werden sollen. Während die verfasste Schlusserklärung von 110 Ländern unterstützt wird, lehnen die USA diesen aus Angst vor neuen Steuern ab.
- New York/Vereinigte Staaten: Die Zeitung The New York Times berichtet, dass die USA nach Angaben des Forschungsdienstes des US-Kongresses Waffengeschäfte mit Entwicklungsländern im Wert von 14,5 Milliarden US-Dollar tätigten, dies entspricht 56,7 % des gesamten Volumens. Hinter den USA folgen Russland (4,6 Milliarden US-Dollar) und Deutschland (1,4 Milliarden US-Dollar). Laut Forschungsdienst war die Nachfrage der Entwicklungsländer aufgrund fehlender Mittel rückläufig.[11]

### Dienstag, 21. September 2004
- Athen/Griechenland. Die griechische Regierung soll seit dem Beitritt zur Währungsunion falsche Zahlen zum griechischen Staatsdefizit gemeldet haben. Dies wurde nun nach der Ablösung der früheren sozialistischen Regierung im März 2004 bekannt. Anstatt der gemeldeten etwa 3 % soll das Defizit jeweils bei etwa 5 % gelegen sein, die Prognose für das nächste Budget wird vom Wirtschaftsminister der neuen konservativen Regierung, Georgios Alogoskoufis, mit etwa 5,3 % festgelegt. Die neue Regierung hat auch ein hartes Sparprogramm angekündigt.
- Gonaïves/Haiti. Der Hurrikan Jeanne führt Haiti zu schweren Verwüstungen. Insgesamt fordert der Hurrikan über 3.000 Tote, großenteils in Haiti; die meisten der Opfer werden in der zu 80 % überfluteten Stadt Gonaïves im Norden des Karibikstaates gezählt.
- Washington, D.C./USA. In Washington D.C. wird mit dem National Museum of the American Indian das größte Museum der Welt für indianische Kultur eröffnet.
- Paris/Frankreich. Tyler Hamilton, Sieger der Olympischen Sommerspiele 2004 im Einzelzeitfahren, wurde nach seinem Sieg bei der 8. Etappe der Vuelta a España positiv auf Doping getestet (illegale Bluttransfusion). Tyler Hamilton selbst bestreitet dies und äußerte Zweifel an der verwendeten neuen Nachweismethode.
- New York/USA. UN-Generalsekretär Kofi Annan kritisiert zum Auftakt der Generaldebatte der 59. UN-Generalversammlung erneut den Einmarsch der USA im Irak: „Wer für Rechtmäßigkeit sorgen möchte, muss sie selbst verkörpern, und wer sich auf internationales Recht beruft, muss sich diesem selbst unterordnen“.
- New York/USA. Brasilien, Indien, Japan und Deutschland erklären am Rande der Generaldebatte zur 59. UN-Generalversammlung, sich gegenseitig beim Erreichen eines ständigen Sitzes im UN-Sicherheitsrat unterstützen zu wollen. Der deutsche Außenminister Joschka Fischer betonte die „Gemeinsamkeit“ dieser Aktion, wobei ein weiterer afrikanischer Staat ebenfalls zum Zwecke einer Reform der UN-Gremien in den Sicherheitsrat gehöre.
- London/Großbritannien. Nach einem Besuch in der sudanesischen Krisenregion Darfur zieht die amnesty international Generalsekretärin Irene Khan eine niederschmetternde Bilanz: „Ein Ende der Darfur-Krise ist nicht in Sicht. Die Reitermilizen morden, vergewaltigen und brandschatzen weiter. Der Flüchtlingsstrom reißt nicht ab.“ Eine Lösung sei nur durch verstärkten internationalen Druck erreichbar.
- Wien/Österreich. Der Erasmus-Beirat setzt beim internationalen Studentenaustauschprogramm Sokrates/Erasmus den Sparstift an. Ab 2005/06 sollen die Zuschüsse bei maximal 6 Monaten „gedeckelt“ werden, bisher waren bis zu 12 Monate möglich. Man will so die Anzahl der angebotenen Studienplätze erhöhen, Kritiker meinen jedoch, dass die Qualität der Auslandssemester in Hinsicht auf Sprachkenntnisse, Studienfortschritt und soziale Integration darunter leiden werde. Außerdem gebe es z. B. auf französischen Universitäten ein „Jahressystem“. Die EU-Kommission plant hingegen die Ausgaben für internationale Bildungsprogramme ab 2007 zu verdreifachen.
- Bangor/USA. Dem früheren Sänger Cat Stevens, der vor 20 Jahren zum Islam konvertierte und sich jetzt Yusuf Islam nennt, wurde die Einreise in die USA verweigert. Yusuf Islam steht als Terrorverdächtiger auf der sogenannten „watch list“. Sein Flug von London nach Washington, D.C. wurde in Bangor im US-Bundesstaat Maine unterbrochen und Yusuf Islam nach Europa abgeschoben.[12]

### Mittwoch, 22. September 2004
- Wien/Österreich. Die ÖVP listet eine Reihe von zu ändernden Gesetzen auf, in denen gleichgeschlechtliche Beziehungen gegenüber gemischtgeschlechtlichen Paaren diskriminiert werden, z. B. in Bezug auf „Pflegefreistellung“ oder „Mietzinsbeihilfe“. Nicht geändert werden sollen jedoch das „Adoptionsrecht“ oder das „Auskunftsrecht im Krankheitsfall“. Die ÖVP spricht sich weiterhin gegen „eingetragene Partnerschaften“ und somit gegen eine Gleichstellung von gleichgeschlechtlichen Lebensgemeinschaften mit der Ehe aus.
- Washington, D.C./Vereinigte Staaten. Der US-Senat billigt die Nominierung von Porter Goss zum neuen Chef der CIA.

### Donnerstag, 23. September 2004
- Brüssel/Europäische Union. Nach der Zusicherung des türkischen Ministerpräsidenten Erdoğan, dass die türkische Strafrechtsreform ohne die zuletzt vieldiskutierte Bestrafung von Ehebruch passieren wird, steht laut dem EU-Kommissar für EU-Erweiterung, Günter Verheugen einer Aufnahme von Beitrittsgesprächen nichts mehr im Wege. Er habe sich auch bei einem mehrtägigen Besuch davon überzeugt, dass es nicht gerechtfertigt sei, die Türkei der „systematischen Folter“ zu beschuldigen.
- Washington, D.C./USA. US-Präsident Bush erklärt nach einem Treffen mit dem irakischen Ministerpräsidenten Ijad Allawi, dass er mit einer „Eskalation der Gewalt“ vor den Wahlen im Januar 2005 rechnet, da Extremisten und Aufständische diese verhindern wollen. Präsidentschaftskandidat John Kerry kritisiert Allawi, der vor dem US-Kongress die Politik in seinem Land als „Erfolg“ bezeichnet, und so früheren Aussagen widerspreche. US-Verteidigungsminister Rumsfeld überlegt indes, „Hochburgen der Gewalt“ im Irak von den Wahlen im Januar 2005 auszuschließen.

### Freitag, 24. September 2004
- Frankfurt am Main/Deutschland. Der Brand eines Öltanklasters auf der Bundesautobahn 3 verursacht eine riesige Rauchwolke über Frankfurt. Zwei Tage zuvor verunglückte ein Gefahrguttransporter auf der Bundesautobahn 5 und verunreinigte dabei die Nidda.
- Rom/Italien. Um einen drohenden Konkurs abzuwenden wird die italienische Fluglinie Alitalia in zwei Unternehmen (AZ Fly für Flugbetrieb und AZ Service für Servicegeschäft) geteilt werden. Etwa 3700 Mitarbeiter werden Rationalisierungsmaßnahmen zum Opfer fallen.
- Wien/Österreich. Der Präsident des österreichischen Verfassungsgerichtshofes (VfgH), Karl Korinek, sieht im Kärntener Bezirk Völkermarkt die Verpflichtung zur Aufstellung von zweisprachigen Ortstafeln gegeben. Dies sei durch ein gültiges VfGH-Erkenntnis aus dem Jahr 2001 begründet. Der VfGH hatte Ende 2001 das verfassungswidrige „Volksgruppengesetz“ aufgehoben und der Regierung eine einjährige Frist eingeräumt, eine verfassungskonforme Regelung zu erlassen; diese Frist verstrich jedoch ungenutzt. Siehe auch: Ortstafelstreit.

### Sonntag, 26. September 2004
- London/Vereinigtes Königreich: Wenige Tage vor der IWF- und Weltbank-Tagung in Washington (USA) kündigt der britische Schatzkanzler Gordon Brown an, dass die Londoner Regierung 10 % der ausstehenden Schulden von mehr als 30 Ländern streichen will. Der Umfang des Schuldenerlasses beträgt etwa 100 Millionen Pfund (rund 147 Mio. Euro). Oxfam-Direktor Adrian Lovett spricht von einer „Herausforderung“ Großbritanniens an die übrigen G8-Staaten.
- In Nordrhein-Westfalen finden Kommunalwahlen statt.
- Diesen Sonntag wird bei Zürich, auf der Seestrasse zwischen Zürich Bellevue und Rapperswil, also entlang des Zürichsees ein „SLOWUP“ Tag durchgeführt. Von Morgen bis am Abend fährt kein einziges Motorfahrzeug auf dieser Strecke und dafür dürfen Fußgänger, Radfahrer, Skater etc. die attraktive Strecke nach Lust und Laune befahren.
- Bern/Schweiz: Die teilnehmenden Stimmberechtigten der heutigen Volksabstimmung lehnen die Vorlagen zur Einbürgerung und für ein flächendeckendes Poststellen-Netz ab. Angenommen wird u. a. eine Gesetzesänderung, die die Einführung von Mutterschaftsurlaub besiegelt.[13]
- Rom/Italien: Rudi Völler tritt beim AS Rom nach knapp vier Wochen Amtszeit als Trainer zurück. Damit zieht er die Konsequenzen aus einem misslungenen Saisonstart und starken Kommunikationsproblemen mit der Vereinsführung.
- Nawabshah/Pakistan: Der pakistanische Top-Terrorist Amjad Farooqi wird von pakistanischen Sicherheitskräften im Verlauf einer Schießerei in der Provinz Sindh getötet.
- Damaskus/Syrien: Izz El-Deen Sheich Khalil, ein führender Hamas-Terrorist, kommt in Damaskus durch eine Autobombe ums Leben. Israel bekennt sich zu der Tat im Rahmen ihrer Politik gezielter Tötungen.

### Montag, 27. September 2004
- Washington, D.C./Vereinigte Staaten. US-Fahnder beschlagnahmen 27 Tonnen Kokain vor Mexiko und den Galápagos-Inseln. Es gab 18 Festnahmen.
- Deutschland. Etwa drei Monate vor dem geplanten Start von Hartz IV ebben die Demonstrationen gegen die Arbeitsmarktreform weiter ab. Insgesamt gingen nur wenige tausend Menschen auf die Straße. Die Zahl der Demonstrierenden lag bei nur 1000–3000 Menschen. Man wird nicht mehr zur „Montagsdemo“ aufrufen.

### Dienstag, 28. September 2004
- Bundesstaat Washington/USA. Mehrere Erdbeben erschütterten das Gebiet um den Vulkan Mount St. Helens. Wissenschaftler sagen, dass der Vulkan bald wieder ausbrechen könnte.
- Kalifornien/USA. Um 10:15 Uhr Ortszeit erschütterte ein Erdbeben der Stärke 6,0 die Region Zentralkaliforniens zwischen Los Angeles und Sacramento.
- Hannover/Deutschland. Christian Wulff (CDU) kündigte an, Niedersachsen wolle aus der ständigen Kultusministerkonferenz der Länder (KMK) austreten und so eine Reform dieser erzwingen. Die KMK besteht seit 1948.
- Bagdad/Irak. Die beiden am 7. September entführten Italienerinnen der Hilfsorganisation Un Ponte per … sowie eine irakische Mitarbeiterin und ein irakischer Ingenieur werden wieder freigelassen. Die italienische Regierung bestreitet, Lösegeld bezahlt zu haben.
- London/Großbritannien. Laut einem Bericht des Magazins TIME plante das Verteidigungsministerium der USA die bevorstehenden Wahlen im Irak mit Hilfe der CIA zu manipulieren.
- Ermordung von Fanny Ann Eddy, einer Menschenrechtsaktivistin aus Sierra Leone.

### Mittwoch, 29. September 2004
- Berlin/Deutschland. Die Vertreter von Bund und Ländern in der Projektgruppe „Hauptstadt“ der Föderalismuskommission haben sich einstimmig auf eine Hauptstadtklausel im Artikel 22 des Grundgesetzes verständigt.
- Köln/Deutschland. Ein Versorgungsschacht für die geplante Nord-Süd-U-Bahn kollabiert und lässt den Turm der St. Johann Baptist-Kirche teilweise absacken.
- Wien/Österreich. Martina Krones-Taurer, die ehemalige Präsidentin von World Vision Österreich – Christliches Hilfswerk, wurde nach sechs Jahren gerichtlicher Voruntersuchung und Strafverfahren in der Spendenaffäre um „World Vision Österreich – Christliches Hilfswerk“ zu drei Jahren unbedingter Haft wegen der Veruntreuung von 650.000 Euro an Spendengeldern verurteilt. Sie hatte mit den Geldern Concordeflüge, Urlaube und Strafen fürs Falschparken bezahlt. Ihr einstiger Projekt-Manager und Ehemann Wolfgang wurde als Mittäter zu „zwei Jahren bedingt“ verurteilt.
- St. Pölten/Österreich. Der St. Pöltner Diözesanbischof Kurt Krenn hat seinen Rücktritt bestätigt, aber „Ich bin nicht aus gesundheitlichen Gründen zurückgetreten, da ich völlig gesund bin. Ich bin auf keinen Fall aufgrund des öffentlichen Drucks zurückgetreten. Das hätte ich noch länger ausgehalten. Aber ich habe immer gesagt, ich werde das tun, was der Papst sagt.“
- New York/Vereinigte Staaten. Mit dem Urteil eines Bezirksrichters gibt es in den USA die zweite Entscheidung gegen den sogenannten USA Patriot Act. Richter Victor Marrero untersagt dem FBI, weitere Anträge auf die Überlassung persönlicher Daten von Internet- und Telefonkunden zu stellen. Die Erfassung dieser persönlicher Daten verstößt nach dem Urteil gegen den ersten und vierten Zusatzartikel (Redefreiheit und Keine Durchsuchung ohne richterlichen Durchsuchungsbefehl) der Verfassung. Der Justizminister John Ashcroft kündigte an, Berufung einlegen zu wollen.
Währenddessen bringt New York Times eine neue Klage gegen das Justizministerium unter John Ashcroft ein. Die Telefonüberwachung einiger Journalisten der New York Times seien nach Auffassung der Zeitung verfassungswidrig.
- Vereinigte Staaten. Das zivile Raketenflugzeug SpaceShipOne erreicht im Rahmen des X-Prize eine Höhe von 100,6 km. Der Pilot Michael Melvill kehrt unversehrt zurück. Bei dem Flug kam es jedoch zu unerwarteten technischen Schwierigkeiten. Nach dem Start geriet das Raketenflugzeug in Rotation um die eigene Achse – laut Melvill aufgrund eines Pilotenfehlers – und musste dann durch Triebwerke an den Flügelspitzen wieder stabilisiert werden. Der nächste Flug ist für Montag, den 4. Oktober angesetzt.

### Donnerstag, 30. September 2004
- USA. Ab sofort müssen alle in die USA Reisenden bei der Einreise aus Sicherheitsgründen sowohl ein Digitalfoto erstellen als auch zwei digitale Fingerabdrücke abnehmen lassen. Damit sind nun unter anderem auch Touristen und Geschäftsreisende aus den sogenannten „Visa Waiver“-Ländern, die bis zu 90-Tage ohne Visum einreisen können, betroffen, die bisher ohne diese Überprüfungen einreisen konnten. Reisende die bereits ein Visum, z. B. Studenten oder Journalisten, benötigten, wurden bereits vorher so erfasst.
- Kundus/Afghanistan. Bei einem Granaten-Angriff auf das deutsche Lager im nordafghanischen Kundus werden fünf Soldaten – drei Deutsche und zwei Schweizer – verletzt. Unterdessen verlängert der Deutsche Bundestag den Einsatz der ISAF-Soldaten aus der Bundesrepublik um ein weiteres Jahr bis Oktober 2005.
- Durch die Zustimmung von Russland kann das Kyoto-Protokoll trotz der Ablehnung durch die USA weltweit in Kraft treten. Es muss nur noch durch die Duma ratifiziert werden.
- Bundeskanzler Gerhard Schröder wirft Karstadt Fehler vor. Es sei „Managementversagen im klassischsten Fall“.

## Weblinks

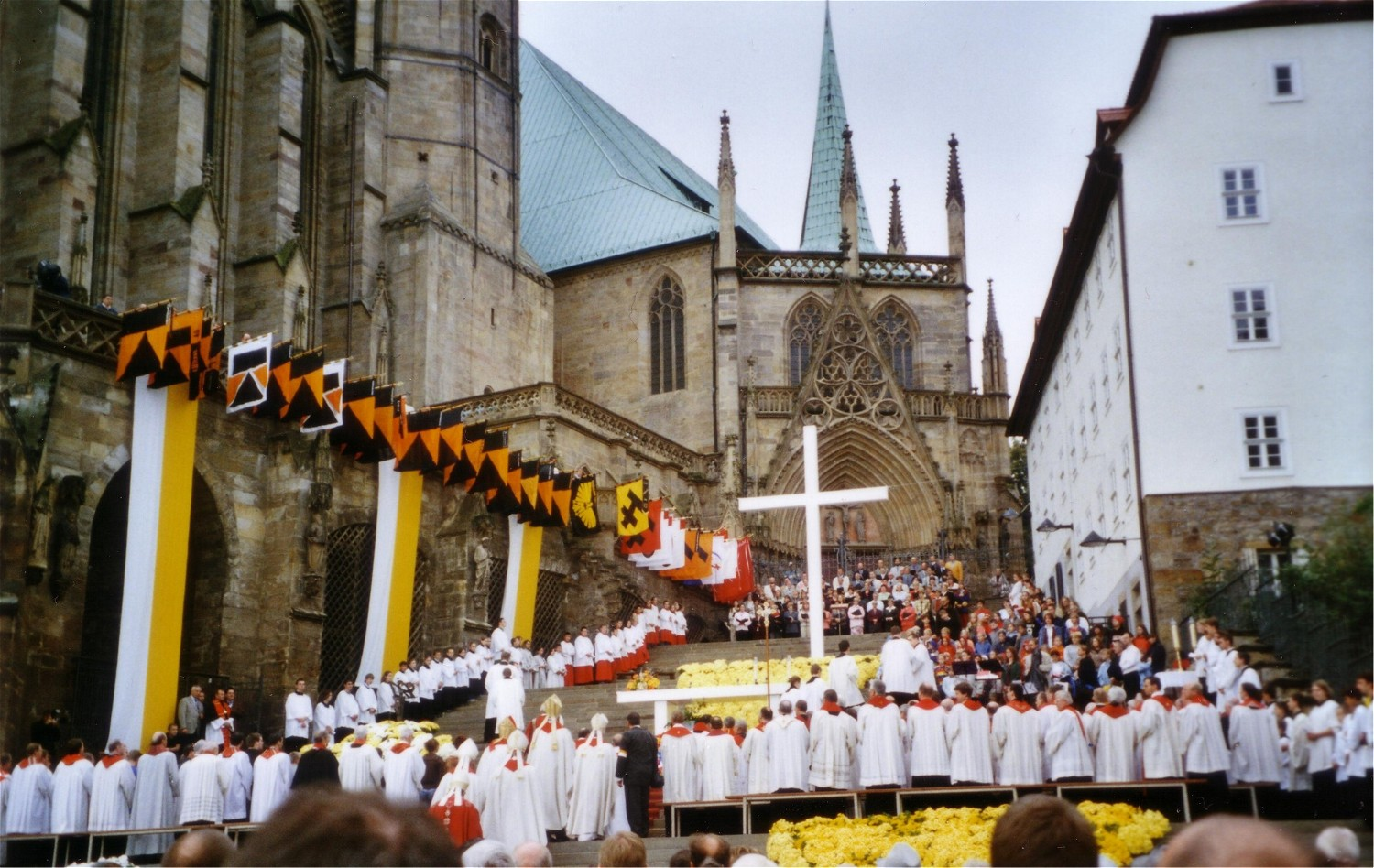
Thüringen im September 2004